# BiSH
BiSH foi um grupo idol japonês formado em 2015 pelo produtor Watanabe Junnosuke, com as integrantes Cent Chihiro Chittiii (capitã), Aina the End, Momoko Gumi Company, Lingling, Atsuko Hashiyasume e Ayuni D. Yukako Love Deluxe e Hug Mii, duas integrantes da formação original, deixaram o grupo em março de 2015 e junho de 2016, respectivamente. BiSH foi concebido como um sucessor ao grupo BiS, também produzido por Junnosuke, que encerrou as atividades em julho de 2014. Após o fim de BiS, Junnosuke criou sua própria empresa, WACK, Inc., onde gerencia e produz artistas. 
BiSH foi anunciado em janeiro de 2015 e em março iniciou suas atividades, lançando seu álbum de estreia logo mais em maio. O mesmo adentrou as principais paradas musicais japonesas, vendendo na semana de abertura um total de 3 862 cópias, mesmo com uma das formas de divulgação consistindo em lançar todas as músicas gratuitamente através do site Ototoy, e para streaming através do SoundCloud. No entanto, elas se separaram em 29 de junho de 2023.
Seu nome, BiSH, era tido como um acrônimo para Brand-new idol SHiT (新生クソアイドル, Shinsei Kuso Aidoru), porém o mesmo fora cortado logo após o grupo assinar com a gravadora major Avex Trax no início do ano de 2016. Foi oficialmente intitulado como uma "Banda punk sem instrumentos musicais" (楽器を持たないパンクバンド, Gakki wo Motanai Panku Bando).

## História

### 2015: Formação, saída de Yukako Love Deluxe e estreia
Em janeiro Watanabe Junnosuke, produtor japonês, anunciou a criação de um novo grupo idol intitulado BiSH, comentando que seria o momento para BiS, grupo gerenciado por Junnosuke que havia encerrado as atividades em julho do ano anterior, "começar de novo"; abrindo audições a fim de encontrar as integrantes para o mesmo, começando exatamente naquele mês, e anunciando o lançamento do álbum de estreia do grupo, ainda sem título, para maio do mesmo ano. De acordo com Junnosuke, as audições deveriam ser realizadas o mais rápido possível, encerrando em fevereiro, pois as integrantes deveriam começar a trabalhar no álbum urgentemente, para o mesmo ser lançado no período mínimo de três meses. Após o fim do processo de audições, a formação completa foi anunciada em março, e as integrantes Yukako Love Deluxe, Aina the End (ex-Parallel), Cent Chihiro Chittiii (ex-Tsuyogari Sensation), Hug Mii e Momoko Gumi Company foram reveladas ao público. Os rostos das integrantes foram obscurecidos com lentes de contato pretas, causando mistério, e não poderiam ser revelados até que cada uma delas alcançasse 4 444 seguidores no Twitter. Sua primeira canção, "Spark" (スパーク, Supāku), foi lançada digitalmente através do site Ototoy para download gratuito em março; inicialmente lançada como uma versão demo com os vocais gravados pelo produtor do grupo, a versão finalizada, contando com os vocais das integrantes, fora lançada uma semana depois sob o título "Spark (Honmono)" (スパーク（本物）, Supāku (Honmono), lit. "Spark ([Versão] Real)").
No início do mês de abril foi anunciado que Yukako Love Deluxe estaria deixando o grupo antes de sua estreia oficial. Em entrevista para o site Ototoy, ela citou estresse e ansiedade como algumas das razões de sua saída do grupo. Junnosuke comentou o seguinte sobre a situação: "Nós realmente não esperávamos que uma integrante deixasse o grupo antes do lançamento [do álbum de estreia do mesmo]. De fato, subestimamos a possibilidade de que algo assim poderia acontecer". Yukako Love Deluxe havia gravado vocais para todas as faixas no álbum, então todas as canções foram regravadas antes de seu lançamento. Mais tarde, em 29 de abril BiSH lançou o vídeo musical para a canção principal de seu futuro álbum de estreia, "BiSH -Hoshi ga Matataku Yoru ni-" (BiSH-星が瞬く夜に-, lit. "BiSH -Estrelas Estão Brilhando à Noite-"), uma composição punk rock. Esse vídeo musical foi baseado em uma temática de coprofilia, e mostra as integrantes cobertas por resíduos de cor marrom, semelhante à lama, e branco, fazendo uma apologia às fezes e outros fluidos corporais; sendo um meio de comparação aos trabalhos do grupo BiS, Satsuki, editor no site Tokyo Girls' Update, comentou o seguinte: "Grotescamente chocante, mas estou contente de ver como estão dando uma continuação ao seu grupo sênior". No dia seguinte, durante o concerto ao vivo Ii Nioi no Suru Iki no Ii Ya Tsura Tokyo (いいにおいのするいきのいいやつらTOKYO) realizado pela orquestra brutal Vampillia na casa de concertos Tsutaya O-Nest, BiSH apresentou-se como artista convidado secreto, sendo esse seu primeiro concerto ao vivo. Durante a apresentação, o grupo fez alguns anúncios, dentre eles o termo oficial para seus fãs, Seisoin (清掃員, Seisō-in, lit. "Assistente de limpeza").
Com a data do lançamento de seu álbum de estreia, Brand-new idol SHiT, se aproximando, BiSH continuou lançando faixas do mesmo para download digital gratuito. Em 21 de maio, somente seis dias antes de seu lançamento oficial, todas as treze faixas do álbum haviam sido disponibilizadas gratuitamente. No entanto isso não prejudicou suas vendas, e Brand-new idol SHiT atingiu a 20a posição na parada semanal da Oricon, com um total de 3 863 cópias vendidas.
Em 31 de maio foi realizado seu primeiro concerto solo, This Is For BiS (THiS IS FOR BiS), no clube Nakano Heavy Sick Zero. O local da apresentação é bem pequeno fazendo com que a venda dos ingressos - um total de 100 disponíveis - fosse bastante competitiva; mas o clube foi escolhido pelo fato de que fora o primeiro local onde BiS se apresentou. Ao fim do concerto foram anunciadas audições para novas integrantes serem adicionadas ao grupo, além do lançamento de seu primeiro single para setembro.

### 2015: Novas integrantes esinglede estreia
Em 1 de agosto BiSH se apresentou no Tokyo Idol Festival 2015 (TOKYO IDOL FESTIVAL 2015), nos palcos Smile Garden e Enjoy Stadium. Inicialmente programados para ambos os dias de festival, 1 e 2 de agosto, BiSH e seu grupo irmã POP (Period of Plastic 2 Mercy) foram cancelados do segundo dia, sob o motivo de "circunstancias dos artistas". Mais tarde, em entrevista para a Billboard Japan, Junnosuke explicou que o cancelamento das apresentações foram devido a acidentes, e, ainda comentando sobre a situação, que "Não faz sentido um artista não poder mostrar 100% de seu poder ao vivo". Posteriormente, em 5 de agosto, duas novas integrantes, resultantes das audições iniciadas no fim de maio, foram reveladas: Atsuko Hashiyasume e Lingling; fazendo de BiSH um sexteto. Como com as primeiras integrantes, suas faces foram obscurecidas com lentes de contato pretas e só poderiam ser reveladas após as mesmas ultrapassarem a marca dos 7 000 seguidores no Twitter, o que veio a ser anunciado como um desafio para que ambas obtivessem mais seguidores que seu produtor, Watanabe Junnosuke; porém, posteriormente, no dia 11 do mesmo mês, foram anunciadas mudanças nas regras do desafio, fazendo com que a meta fosse diminuída para 5 000 seguidores. A meta foi, então, atingida dois dias depois, e no dia seguinte, em 14 de agosto, o vídeo musical para o single de estreia do grupo, "OTNK", foi oficialmente lançado no YouTube. A canção inclui letras em inglês com uma composição baseada no metal irlandês. Mais tarde, após lançado, o single alcançou a 10a posição na parada semanal da Oricon, com um total de 9 038 cópias vendidas.
Em 26 de agosto foi realizado o evento solo Tokyo BiSH Shine (TOKYO BiSH SHiNE), em resposta ao cancelamento das apresentações do BiSH no Tokyo Idol Festival 2015 (TIF). O evento tomou forma como a de um festival, e foi dividido em três partes: Heat Garage, Sky Garden (ambos fazendo alusão aos palcos onde o grupo iria se apresentar no Tokyo Idol Festival) e o concerto principal. Durante as duas primeiras partes, o grupo apresentou somente "BiSH -Hoshi ga Matataku Yoru ni-", três vezes seguidas. Ao concerto principal um repertório comum foi aderido, marcando a estreia de Atsuko Hashiyasume e Lingling ao vivo, trazidas ao palco para a apresentação de "OTNK" como encerramento para o evento.
Em 6 de setembro foi realizado o evento ao vivo BiSH Fest (BiSHフェス, BiSH Fesu), no Shibuya WWW. Foi inicialmente anunciado com poucos detalhes, causando curiosidade e especulações sobre o dito evento tomando forma de festival, mais tarde sendo revelado que os artistas a apresentarem-se seriam BiSH, BiSH, BiSH4 e BiSH406, todos esses pseudônimos para o grupo em si. Durante a apresentação de BiSH, BiSH e BiSH4 somente o quarteto de integrantes originais subiu ao palco, com BiSH4 ainda em trajes de banho semelhantes aos de BiS quando ao vivo na mesma casa anos antes. BiSH406, alusão ao número de integrantes mudando de quatro para seis, marcou a estreia de Lingling e Hashiyasume em um concerto completo, sendo anunciado que a partir de então o grupo estaria oficialmente ativo como um sexteto. Mais tarde, em 12 de setembro, o grupo se apresentou no festival Aomori Rock Festival '15 ~Natsu no Mamono~ (AOMORI ROCK FESTIVAL’15～夏の魔物～) onde uma versão cover da canção "Nerve" (nerve), considerada um hino do BiS, foi realizada. Essa foi a primeira vez que BiSH apresentou um cover do BiS, fazendo com que, naquele dia, a hashtag com a palavra nerve adentrasse os assuntos do momento no Twitter (característica conhecida como trending topics pela rede social).
Em 2 de outubro foi anunciado o lançamento de seu segundo álbum de estúdio, sob o título provisório Full Metal Jacket, para 20 de janeiro de 2016. Em 20 de novembro a canção "All You Need Is Love" foi lançada para download digital gratuito, ainda ganhando um vídeo musical com cenas nos bastidores e em formato de entrevista. Em 22 de dezembro o título oficial do álbum, Fake Metal Jacket, foi anunciado, juntamente da capa do mesmo, sua lista de faixas, incluindo a faixa-título do single "OTNK", e o novo visual do grupo, trazendo elementos militares.

### 2016–2017: Estreia sob a Avex Trax e saída de Hug Mii
Em 7 de janeiro foi publicado o vídeo musical para a canção "Monsters". Dirigido por Ken Ninomiya, o vídeo tem referências ao filme Full Metal Jacket (1987), de Stanley Kubrick.
Em 19 de janeiro BiSH realizou o concerto final para sua turne Eden of Sorrow Tour, Idol Is SHiT (IDOL is SHiT), e, ao fim da apresentação, anunciou que estaria estreando como um grupo major sob a gravadora Avex Trax em maio do mesmo ano com o lançamento de um single, até então sem título. Além disso, com a mudança de gravadoras, o grupo teve que remover o subtítulo Brand-new idol SHiT (新生クソアイドル, Shinsei Kuso Aidoru), sendo, a partir de então, conhecido somente pelo nome BiSH.
No dia seguinte, Fake Metal Jacket foi lançado. Apesar do fato de que todas as suas canções originais já haviam sido desponibilizadas gratuitamente entre 2015 e o início de 2016, isso não prejudicou suas vendas, e o álbum atingiu a 13a posição na parada semanal da Oricon, com um total de 8 332 cópias vendidas.
Em 27 de março, durante o último concerto da turnê Idol Swindle Tour, a canção-título de seu single de estreia major, "Deadman", foi apresentada pela primeira vez. No concerto o grupo anunciou seu novo subtítulo: "Banda punk sem instrumentos musicais" (楽器を持たないパンクバンド, Gakki wo Motanai Panku Bando), após seu subtítulo anterior, Brand-new idol SHiT, ter sido temovido; e desde então BiSH foi tratado por banda punk através da mídia publicada.
Em 5 de abril o vídeo musical para a canção "Deadman", dirigido por Kazuhito Asai e Ryota Ishii, foi publicado no YouTube.  O vídeo mostra as integrantes "destruindo construções" em Asakusa - um dos locais mais importantes tratando-se da cultura tradicional japonesa - e Akihabara - centro da cultura idol. ykmk, editor para o site Tokyo Girls' Update, comenta que "isso implica o rompimento delas com as culturas tradicionais e idol japonesas fazendo sua própria cultura, como BiS fazia". A canção de 99 segundos tornou-se o single de estreia major mais curto da história e, apesar de considera uma composição "louca" e "agressiva", foi um grande tópico entre os fãs, que se perguntaram se a mesma fora divulgada em uma versão curta ou se aquela seria mesmo sua duração final. Seu lado B, "Earth", foi composto por Tetsuya Komuro, um dos produtores mais bem-sucedidos da história da música pop japonesa, e o lançamento em si foi masterizado por Tim Young, Reino Unido, comentando "[A canção] soa muito louca! Me lembra daquilo que começou em 1977 [referindo-se à época em que o movimento punk invadiu a Inglaterra]". Em 4 de maio o single foi finalmente lançado, atingindo a quinta posição na parada semanal da Oricon, com um total de 19 490 cópias vendidas, ainda permanecendo entre os quarenta mais vendidos da semana seguinte, totalizando 21 265 cópias reportadas pela Oricon.
Em 16 de maio a integrante da formação original Hug Mii anunciou sua saída do grupo, citando problemas pessoais como razão para tal - ainda sendo anunciadas audições para a admissão de novas integrantes. Hug Mii permanecera integrante até o dia 2 de junho, quando foi realizado o seu concerto de despedida, intitulado BiSH presents ~Chitei Kara Kon'nichiwa (BiSH presents ～地底からコンニチワ～), na casa Akasaka Blitz, Tóquio. Hug Mii esteve presente durante todo o concerto, exceto pela última canção em que a mesma deixou o palco e o grupo apresentou "BiSH -Hoshi ga Matataku Yoru ni-" como um quinteto.
Em 1 de agosto a nova integrante, Ayuni D, foi adicionada ao grupo, passando pelo mesmo processo de seguidores no Twitter. Mais tarde, em 24 do mesmo mês, ocorreu o evento Tokyo BiSH Shine Repetition (TOKYO BiSH SHiNE repetition) na casa Zepp Tokyo, onde Ayuni D fez sua estreia ao vivo. Tokyo BiSH Shine Repetition contou com um público de 1 542 fãs. Durante o dito evento foi comemorado um ano de atividades de Lingling e Hashiyasume Atsuko no grupo, e Ayuni D estreou como integrante durante as últimas canções performadas, ainda citando que a letra D em seu nome vem de Dynamite. Em adição, durante o concerto foi anunciado o título do primeiro álbum a ser lançado pelo grupo através da Avex Trax em 5 de outubro de 2016, Killer BiSH.

### 2018–2023: "Paint it Black" e separação
O single "Paint it Black" foi lançado em 28 de março de 2018 e usado como tema de abertura de Black Clover.
Em 24 de dezembro de 2021, BiSH participou do programa Sukkiri da Nippon TV e anunciou que irá se separar em 2023. Como razão para a separação, o grupo afirmou que prefere terminar enquanto ainda está no auge. No entanto, elas contaram que ainda possuem vários trabalhos reservados para seu ano final, 2022. Em 22 de dezembro de 2022, anunciaram a data e local de seu show de despedida: 29 de junho de 2023 no Tokyo Dome.

## Integrantes
BiSH foi formado em março de 2015, e desde então sofreu mudanças em sua formação. Atualmente o grupo é integrado por Cent Chihiro Chittiii (セントチヒロ・チッチ, Sento Chihiro Chitchi, estilizado como CENT CHiHiRO CHiTTiii), Aina the End (アイナ・ジ・エンド, Aina Ji Endo, estilizado como Aina the End) e Momoko Gumi Company (モモコグミカンパニー, Momoko Gumi Kanpanī, estilizado como MOMOKO GUMi COMPANY), as únicas integrantes remanecentes da formação original, Lingling (リンリン, Rinrin, estilizado como liNGliNG) e Hashiyasume Atsuko (ハシヤスメ・アツコ, estilizado como HASHiYASUME ATSUKO), adicionadas ao grupo em 5 de agosto de 2015, e Ayuni D (アユニ・D, estilizado como AYUNi D), a última a adentrar a formação, em 1 de agosto de 2016. Desde sua formação o grupo já teve a saída de duas integrantes: Yukako Love Deluxe (ユカコラブデラックス, Yukako Rabu Derakkusu), deixando-o em 3 de abril de 2015, antes mesmo da estreia oficial do grupo; e Hug Mii (ハグ・ミィ, Hagu Mii, estilizado como HUG Mii), com um concerto especial realizado em 2 de junho de 2016 para a sua despedida.
Cent Chihiro Chittiii ocupava a posição de capitã do grupo desde 14 de junho de 2015. Aina the End reportadamente está a cargo da idealização das coreografias das canções performadas pelo grupo.
| Formação atual - Cent Chihiro Chittiii (2015–atualmente) - Aina the End (2015–atualmente) - Momoko Gumi Company (2015–atualmente) - Lingling (2015–atualmente) - Hashiyasume Atsuko (2015–atualmente) - Ayuni D (2016–atualmente) | Ex-integrantes - Yukako Love Deluxe (2015) - Hug Mii (2015–2016) |

## Discografia

### Álbuns de estúdio
| Ano                  | Detalhes do álbum | Desempenho nas paradas musicais | Desempenho nas paradas musicais | Vendas (Oricon)      |
| Ano                  | Detalhes do álbum | JPN                             | JPN Hot Albums                  | Vendas (Oricon)      |
| Álbuns independentes | Álbuns independentes | Álbuns independentes            | Álbuns independentes            | Álbuns independentes |
| -------------------- | --- | ------------------------------- | ------------------------------- | -------------------- |
| 2015                 | Brand-new idol SHiT - Lançado: 27 de maio de 2015 - Gravadora: Sub Trax - Formato(s): CD, download digital                      | 20                              | 26                              | 3 863                |
| 2016                 | Fake Metal Jacket (FAKE METAL JACKET) - Lançado: 20 de janeiro de 2016 - Gravadora: Sub Trax - Formato(s): CD, download digital | 13                              | 13                              | 8 332                |
| Álbuns major         | |                                 |                                 |                      |
| 2016                 | Killer BiSH (KiLLER BiSH) - Lançamento: 5 de outubro de 2016 - Gravadora: Avex Trax - Formato(s): CD, CD+DVD                    | Pendente                        | Pendente                        | Pendente             |

### Singles

#### Como artista principal
| Ano                   | Título                | Desempenho nas paradas musicais | Desempenho nas paradas musicais | Vendas (Oricon)       | Álbum                 |
| Ano                   | Título                | JPN                             | JPN Hot 100                     | Vendas (Oricon)       | Álbum                 |
| Singles independentes | Singles independentes | Singles independentes           | Singles independentes           | Singles independentes | Singles independentes |
| --------------------- | --------------------- | ------------------------------- | ------------------------------- | --------------------- | --------------------- |
| 2015                  | "OTNK"                | 10                              | 34                              | 9 038                 | Fake Metal Jacket     |
| Singles major         |                       |                                 |                                 |                       |                       |
| 2016                  | "Deadman"             | 5                               | 16                              | 21 265                | Não incluso em álbum  |

#### Singlescolaborativos
| Ano  | Título                                     | Notas |
| ---- | ------------------------------------------ | --- |
| 2016 | "Chaos Party" (com The Legendary Six Nine) | Single distribuído limitadamente durante os concertos colaborativos entre os artistas, lançado em 7 de julho de 2016 |

### Vídeos musicais
| Ano  | Título                             | Diretor                     | Ref.    |
| ---- | ---------------------------------- | --------------------------- | ------- |
| 2015 | "BiSH -Hoshi ga Matataku Yoru ni-" | —                           | [ 20 ]  |
| 2015 | "OTNK"                             | Kazuhito Asai               | [ 118 ] |
| 2015 | "All You Need Is Love"             | Ryota Ishii                 | [ 119 ] |
| 2016 | "Monsters"                         | Ken Ninomiya                | [ 120 ] |
| 2016 | "Deadman"                          | Kazuhito Asai / Ryota Ishii | [ 92 ]  |